# Track Records
Pour l’article homonyme, voir Tracks.
Track Records est un label d'enregistrement fondé par le groupe de rock anglais The Who, Chris Stamp et Kit Lambert, en 1967 pour promouvoir des artistes qu'ils souhaitent soutenir.
Track Records a connu son premier succès peu de temps après sa création grâce au single Purple Haze de The Jimi Hendrix Experience. Ce label a sorti dès 1967 tous les albums et singles des Who, et de la carrière solo de chacun des membres, sortis après cette date, ainsi que les albums et singles d'Arthur Brown, Marsha Hunt, Andy Newman, Golden Earring, Marc Bolan, The Heartbreakers, etc.
En 1999 Ian Grant décide avec l'autorisation de Chris Stamp de faire redémarrer ce label arrêté depuis 1978.